# Juliusz Dankowski
Juliusz Dankowski (ur. 1 lipca 1926 w Chełmie Lubelskim, zm. 14 marca 2006) – polski prozaik.

## Życiorys
Absolwent Wydziału Prawa Uniwersytetu Warszawskiego. Od 1946 roku mieszkał w Warszawie.

## Twórczość
- Jeniec Europy (1982)
- Europa nie pozwoli (1988)
- Odprawa posłów tureckich (1992)[1]